# Der falsche Ehemann
Pour plus de détails, voir Fiche technique et Distribution.
Der falsche Ehemann est un film allemand réalisé par Johannes Guter, sorti en 1931.

## Fiche technique
- Titre français : Der falsche Ehemann
- Réalisation : Johannes Guter
- Scénario : Billy Wilder et Paul Frank
- Photographie : Carl Hoffmann
- Musique : Norbert Glanzberg
- Production : Bruno Duday
- Pays d'origine : Allemagne  République de Weimar
- Format : Noir et blanc - Mono
- Genre : comédie
- Date de sortie : 1931

## Distribution
- Johannes Riemann : Peter et Paul Hanneman
- Maria Paudler : Ruth
- Gustav Waldau : H. H. Hardegg
- Jessie Vihrog : Ines Hardegg
- Tibor Halmay : Maxim Tartakoff
- Martha Ziegler : Mlle. Schulze
- Comedian Harmonists : Eux-mêmes